# Přečaply
Přečaply (německy Pritschapl) jsou vesnice v okrese Chomutov v Ústeckém kraji. Stojí v Mostecké pánvi v nadmořské výšce 285 metrů pět kilometrů jihovýchodně od Chomutova a jeden kilometr jihovýchodně od Údlic, ke kterým jako část obce patří. V roce 2011 zde trvale žilo 140 obyvatel.
Dominantou vesnice je Kostelní vrch s kostelem svatého Matouše, který stojí na místě staršího raně středověkého sídliště. Vesnice existovala snad již v polovině dvanáctého století. Její obyvatelé se živili zejména zemědělstvím, ale v devatenáctém století se začala rozvíjet také těžba hnědého uhlí a drobný průmysl. Okolní krajina si stále uchovává zemědělský charakter.

## Název
Název vesnice byl odvozen ze spojení ves přečaplů, ale podobně jako u slova počaply není jistý jeho význam. Bývá spojováno se slovem čáp nebo se slovesem čapnouti (polapit, chytit, dřepnout si). V historických pramenech se jméno vesnice vyskytuje ve tvarech: Pryczalpl (1352), Prziczapel (1369), Przyczapl (1384), de Przeczapl (1355), in Preczabl (1363), in Przieczapl (1378), Prochzalp alias Przieczapli (1399), in Przieczapl (1413), Przieczapl (1423), Przecziaply (1542) a Prytssapl (1606).

## Historie

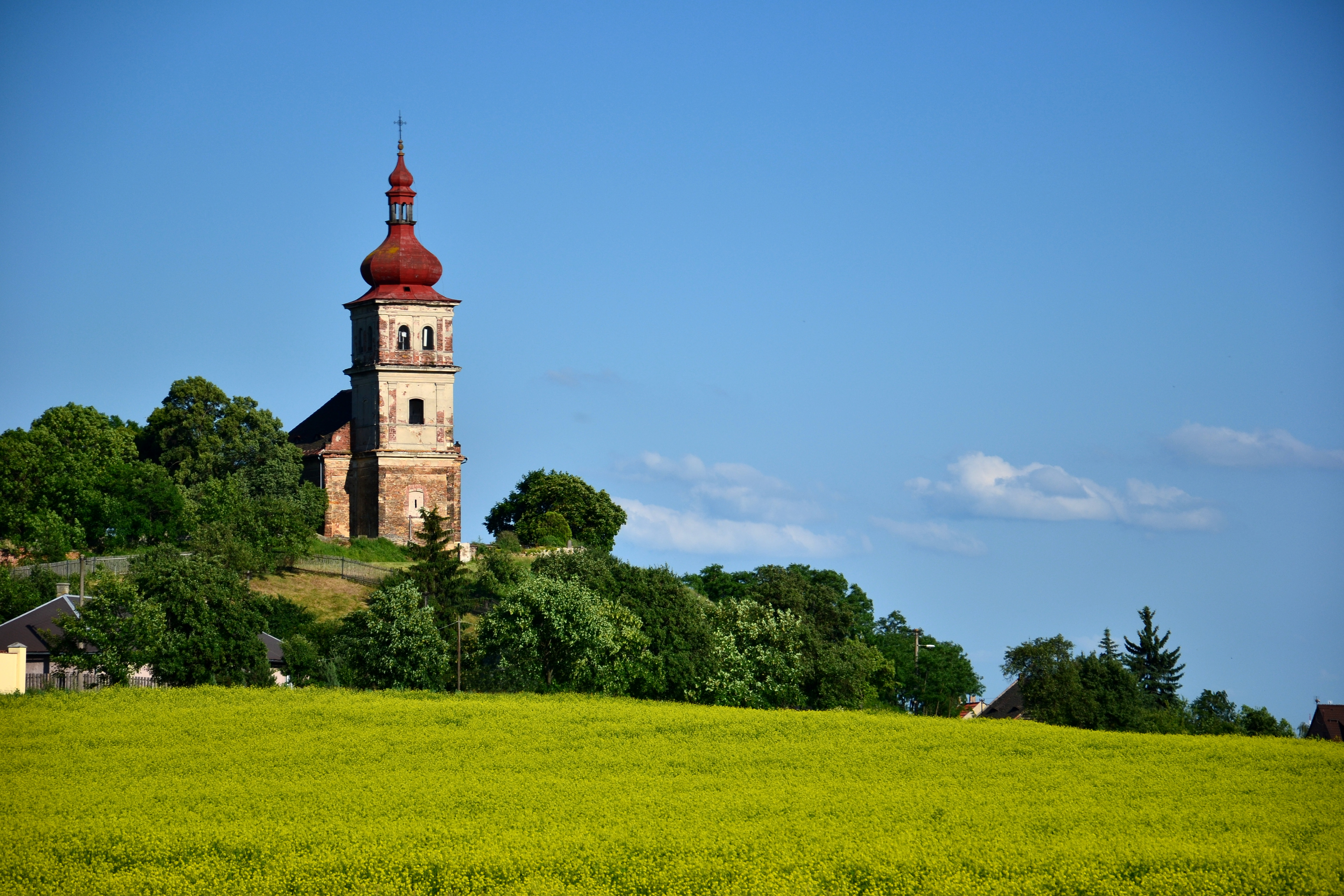
Kostel svatého Matouše na Kostelním vrchu od Údlic

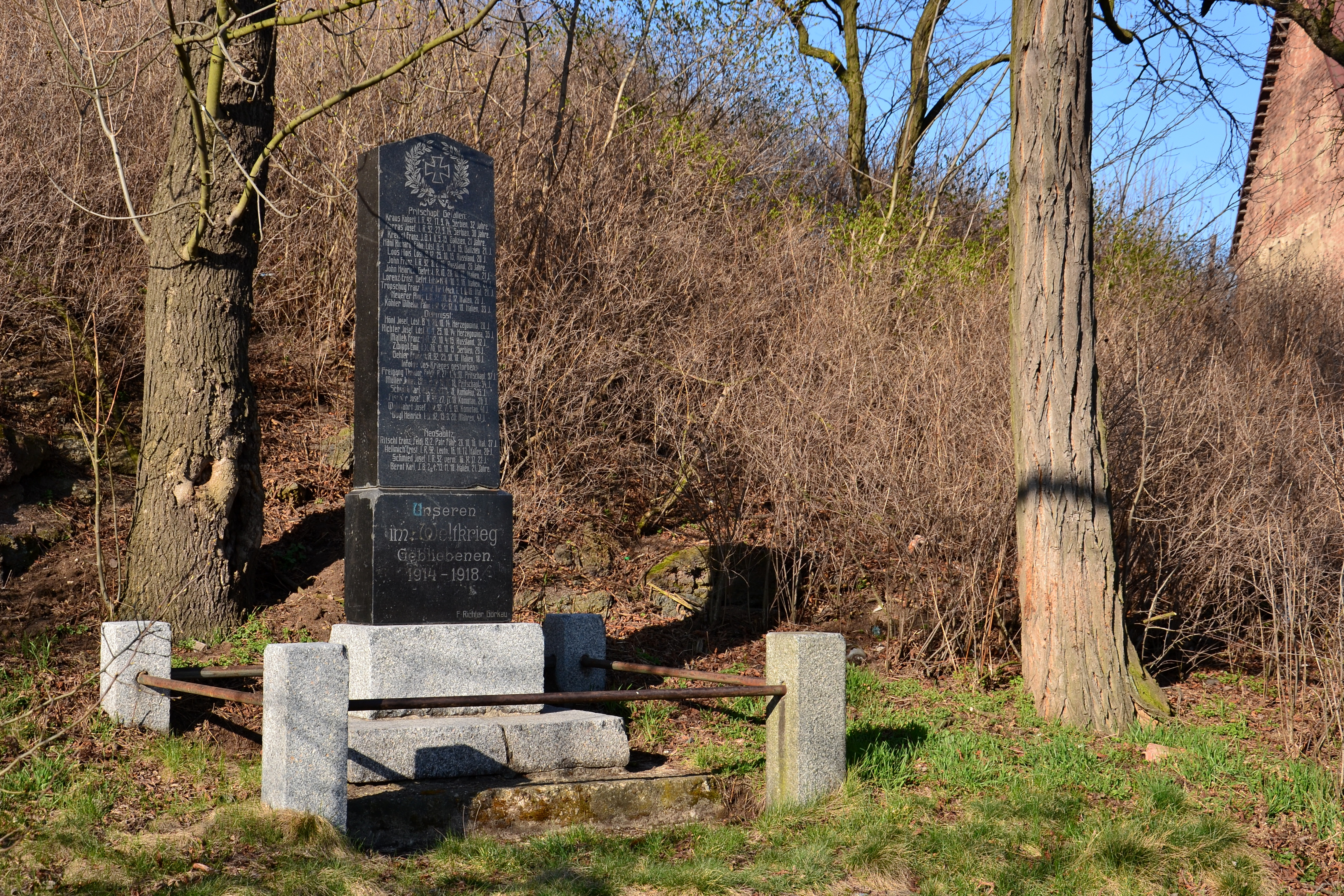
Pomník obětem první světové války

Okolí vesnice bylo osídlené již v pravěku. V mladší době hradištní existovalo sídliště v prostoru Kostelního vrchu a v přilehlé oblasti severně od něj. Snad zde v té době stávalo dvoudílné hradiště, ale na jeho existenci se usuzuje jen podle nevýrazných terénních náznaků, a k prokázání by byl nutný archeologický výzkum.
Antonín Profous uvádí první písemnou zmínku o vesnici z roku 1352, ale podle Zdeny Binterové je vesnice zmíněna již ve druhé polovině dvanáctého století v listině, ve které královna Judita Durynská věnovala dvůr v Přečaplech teplickému klášteru. Vesnice poté patřila klášteru až do roku 1420. Klášter na počátku husitských válek zanikl, a spolu s ním až do šestnáctého století ustaly také zprávy o Přečaplech.
V šestnáctém století byly Přečaply součástí nezabylického panství, které roku 1578 koupil Bohuslav Felix Hasištejnský z Lobkovic, který obě vesnice připojil k chomutovskému panství. Později panství získal Jiří Popel z Lobkovic a zahájil na něm proces rekatolizace, přičemž do Chomutova pozval jezuity, kterým museli přečapelší od roku 1591 platit ročně 41 kop a jeden groš. Po mocenském pádu Jiřího Popela byl jeho majetek zkonfiskován a vzhledem k velikosti rozdělen na části. Přečaply s 37 poddanými potom roku 1605 koupil spolu s Červeným Hrádkem Adam Hrzán z Harasova. Vesnice zůstala součástí červenohrádeckého panství až do zrušení poddanství v roce 1850.
I přes rekatolizaci zahájenou Jiřím Popelem z Lobkovic ve vesnici žili protestanti i v sedmnáctém století. Během třicetileté války se zde odehrála vojenská šarvátka, ve které byly poraženy oddíly vedené Petrem Arnoštem Mansfeldem. Samotná vesnice utrpěla velké škody. Během války byly ztraceny obecní dokumenty včetně znaku a řada usedlostí zpustla. Pět pustých chalup uvádí ještě Berní rula z roku 1654. Podle ní byl ve vesnici mlýn a žilo v ní osm sedláků, kterým patřilo 22 potahů, dvanáct krav, dvacet jalovic, 44 ovcí, 23 prasat a jedenáct koz. Jeden z nich provozoval šenk. Kromě sedláků ve vsi žilo dvanáct chalupníků, kteří měli dohromady dva potahy, sedmnáct krav, jedenáct jalovic, čtyři ovce, pět prasat a osm koz. Z roku 1662 pochází první zmínka o zdejší škole. Od roku 1700 měla svou vlastní budovu, kterou nahradila nová v roce 1852. V roce 1925 byla zvýšena o jedno patro, aby mohl být otevřen čtvrtý ročník. Budova školy byla stržena v roce 1962.
Před rokem 1787 ve vsi fungoval špitál pro dvanáct nemocných. V roce 1836 zničil požár faru a dvanáct domů, ale jinak se vesnice v devatenáctém století úspěšně rozvíjela. V okolí byla zahájena těžba hnědého uhlí a v letech 1846–1847 postavena nová silnice do Údlic. Materiál potřebný k její výstavbě se těžil v úbočí Kostelního vrchu. Pod vrchem byl roku 1856 otevřen cukrovar vybavený šesti parními stroji, ve kterém se vyráběl surový cukr dodávaný ke zpracování do údlického cukrovaru. Pro potřeby obce byla k dispozici pískovna a malá cihelna. Plánovala se stavba železniční trati do Postoloprt, ale nakonec nebyla realizována.
U vesnice býval od roku 1920 významný hnědouhelný důl Marie Pomocná. Ještě před tím na jeho dolovém poli od poloviny devatenáctého století existoval malý důl Margareta s roční produkcí 1500 tun uhlí. Později byl přejmenován již na Marii Pomocnou, ale intenzita těžby byla nízká a z hloubky do čtyřicet metrů se ročně těžilo jen dva až tři tisíce tisíce tun uhlí. Po roce 1918 byla 1,5 km východně od vesnice otevřena nová těžná jáma spojená lanovkou s místním cukrovarem. Během první republiky byl vydobyt prostor hlavní sloje mezi Přečaply a Údlicemi v délce tří kilometrů. Celková produkce dolu se do roku 1940 odhaduje až na 600 tisíc tun uhlí. Druhým větším podnikem u Přečapel byl důl Matěj Šebestián, jehož dolové pole bylo v roce 1919 připojeno k dolu Marie Pomocná a který do té doby vyprodukoval osmdesát tisíc tun uhlí. Starší a menší doly Bernard, Kateřina, Lorenc, Jan, Karolina a další většinou ukončily provoz během hospodářské krize po roce 1873.
Většina dokumentů z první poloviny dvacátého století se ztratila. Z konce druhé světové války se dochoval záznam o sestřelení amerického bombardovacího letadla německou posádkou z Holešic dne 17. dubna 1945. Letadlo ještě ve vzduchu vybouchlo a zřítilo se v polích asi dva kilometry severozápadně od Přečapel. Pozůstatky posádky byly pohřbeny ve společném hrobě severovýchodně od vesnice. Po roce 1945 byli vysídleni němečtí obyvatelé a počet obyvatel vesnice poklesl přibližně na polovinu. V roce 1993 byla vesnice plynofikována.

## Přírodní poměry

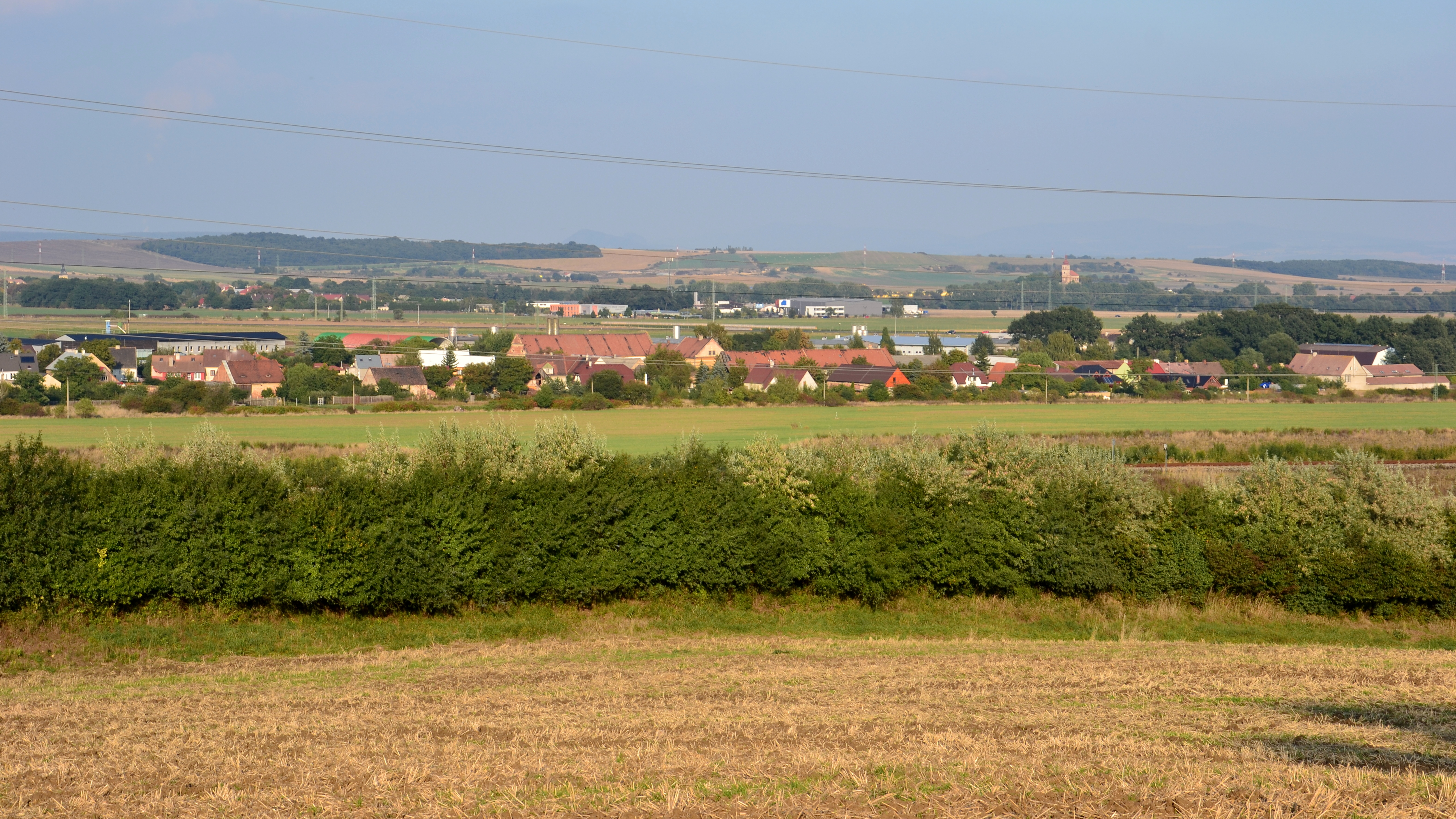
Údlická kotlina s Droužkovicemi v popředí; v pozadí se nachází Údlice a kostel svatého Matouše v Přečaplech

Přečaply stojí ve stejnojmenném katastrálním území o rozloze 4,09 km² v Ústeckém kraji, 1,5 kilometru jihovýchodně od Údlic a pět kilometrů jihovýchodně od Chomutova.
Geologické podloží tvoří miocenní písky, štěrky, jíly a podřadné uhelné sloje. Písek se těží v údlické pískovně, která se nachází na hranici katastrálních území 1,3 kilometru severně od vesnice. Velká část katastrálního území severně od vesnice je poddolovaná starými hnědouhelnými doly. V geomorfologickém členění Česka oblast leží v geomorfologickém celku Mostecká pánev, podcelku Chomutovsko-teplická pánev a v okrscích Údlická kotlina a Jirkovská pánev. Hranice mezi nimi vede ve směru jihovýchod–severozápad asi jeden kilometr severovýchodně od vesnice. Reliéf se sklání směrem od severovýchodu k jihozápadu do údolí Chomutovky, která je jediným významným vodním tokem a jejíž hladina je místem s nejnižší nadmořskou výškou (přibližně 280 metrů). Nejvyšší bod se nachází v poloze Na Stráni severovýchodně od pískovny a dosahuje nadmořské výšky 340–350 metrů.
Z půdních typů převažuje smonice modální v oblasti severně a východně od vesnice. Na jih od ní se vyskytuje černozem a v oblasti mezi Přečaply a Údlicemi fluvizem na nivních sedimentech. Jen úzký pruh mezi Kostelním vrchem a Údlicemi pokrývá kambizem arenická.

## Obyvatelstvo
Při sčítání lidu v roce 1921 zde žilo 425 obyvatel (z toho 191 mužů), z nichž bylo pět české a 416 německé národnosti a čtyři cizinci. Kromě osmi evangelíků a čtyř židů byli členy římskokatolické církve. Podle sčítání lidu z roku 1930 měla vesnice 527 obyvatel: 21 Čechů, 426 Němců, jednoho Žida a devět cizinců. Většinou byli členy římskokatolické církve, ale dvanáct lidí se hlásilo k evangelickým církvím, pět k jiným neuvedeným církvím a jedenáct bylo bez vyznání.
|                                                                      | 1869 | 1880 | 1890 | 1900 | 1910 | 1921 | 1930 | 1950 | 1961 | 1970 | 1980 | 1991 | 2001 | 2011 | 2021 |
| -------------------------------------------------------------------- | ---- | ---- | ---- | ---- | ---- | ---- | ---- | ---- | ---- | ---- | ---- | ---- | ---- | ---- | ---- |
| Obyvatelé                                                            | 459  | 492  | 532  | 464  | 449  | 425  | 527  | 262  | 294  | 244  | 181  | 124  | 128  | 140  | 139  |
| Domy                                                                 | 65   | 69   | 81   | 80   | 76   | 76   | 91   | 81   | —    | 59   | 51   | 52   | 53   | 59   | 63   |
| Počet domů z roku 1961 je zahrnut v celkovém počtu domů obce Údlice. |      |      |      |      |      |      |      |      |      |      |      |      |      |      |      |

## Obecní správa
Roku 1850 se Přečaply staly samostatnou obcí, kterou zůstaly až do roku 1960, kdy byly nejpozději ke 30. červnu připojeny jako část obce k Údlicím.

### Výsledky komunálních voleb
Dne 22. května 1938 se konaly volby do obecních zastupitelstev. Z rozdělených 308 hlasů v Přečaplech získaly 227 hlasů Sudetoněmecká strana a 81 hlasů Německá sociální demokracie.

## Hospodářství
Lidé z vesnice dojíždí za prací především do Chomutova, ale významným zaměstnavatelem je od roku 1991 firma ORDOS. Působí v areálu bývalého cukrovaru, kde vyrábí vzduchotechniku dodávanou zejména do Německa.

## Doprava
Vesnicí vede jediná silnice třetí třídy č. 00728 z Chomutova přes Údlice, která se na západním okraji Nezabylic se napojuje na silnici druhé třídy č. 607. Ve vsi se na ní nachází zastávka autobusové linkové dopravy. Nejbližší železniční stanice jsou Chomutov na trati Chomutov–Cheb a Březno u Chomutova na trati Lužná u Rakovníka – Chomutov. Obě jsou přibližně 5,5 kilometru daleko. Po silnici je značena cyklotrasa č.  3034 z Chomutova do Března u Postoloprt.

## Pamětihodnosti

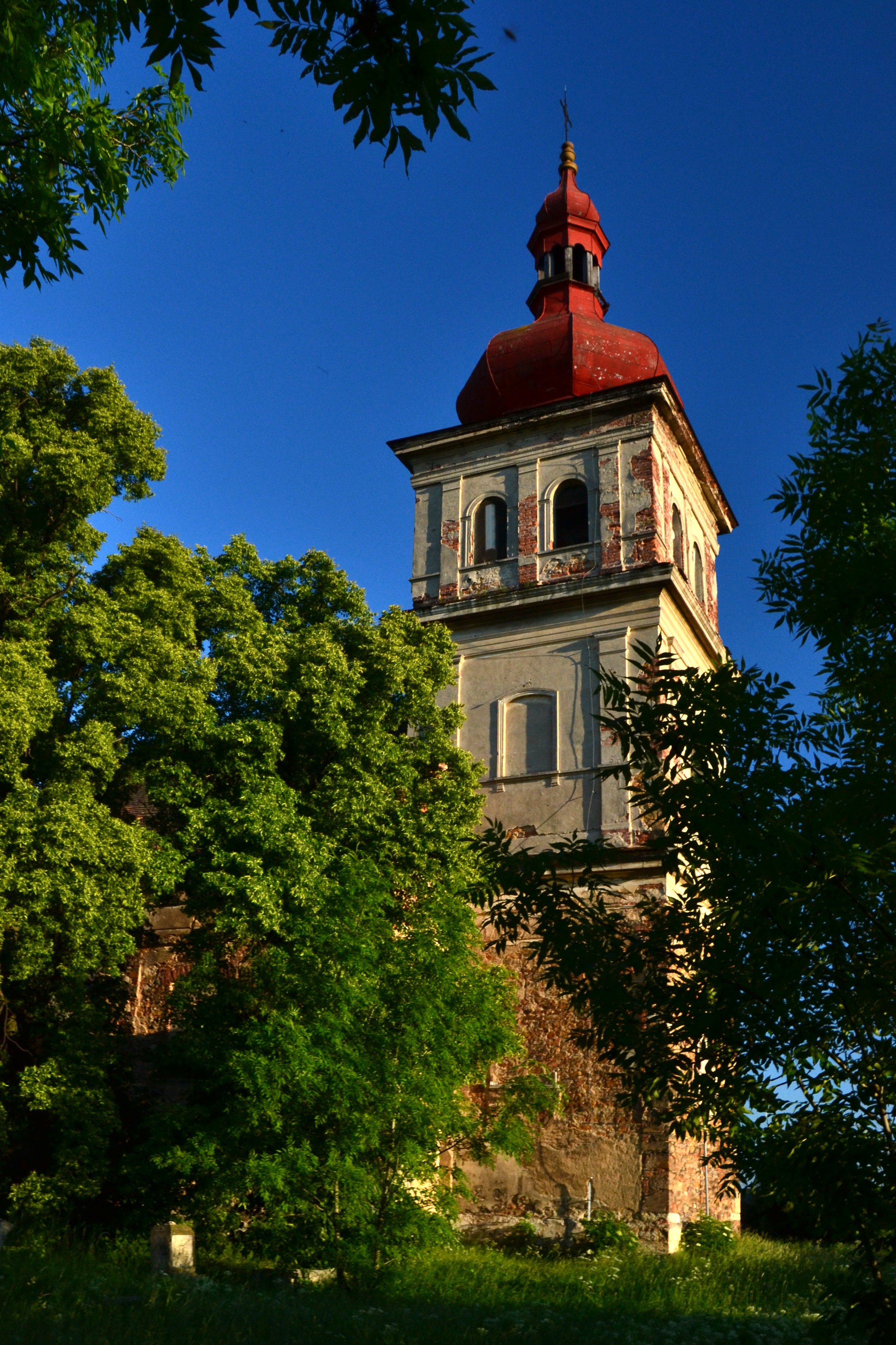
Věž kostela svatého Matouše

Jedinou kulturní památkou ve vesnici je kostel svatého Matouše přestavěný v roce 1859. Vedle schodiště, které ke kostelu vede, se nachází pomník obětem první světové války z roku 1922. Kromě toho bývala ve vesnici a jejím okolí řada drobných památek (dva kříže, kaplička Nejsvětější Trojice a morový sloup u mostu na cestě do Nezabylic), které se v průběhu času ztratily, nebo byly poškozeny.

## Osobnosti
V Přečaplech se narodil malíř a grafik Jan Řehoř Greger (1802–1835), autor vedut českých měst, hradů a zámků.